# N742 (België)
De N742 is een gewestweg in de Vlaamse provincie Limburg (Belgische provincie). Hij verbindt de veerpont over de Maas in Meeswijk met de N78 in Lanklaar via Stokkem. De weg loopt officieel nog door tot aan het kruispunt met N75. Dat weggedeelte is inmiddels echter overgedragen aan de gemeente Dilsen-Stokkem, en het kruispunt met de N75 is afgezet met betonblokken. De route heeft een lengte van ongeveer 5 kilometer.

## N742a
De N742a is een aftakking van de N742 in Stokkem. De 550 meter lange route gaat via de Steenkuilstraat en Tugela.